# Lukrécie (jméno)
Lukrécie nebo též Lukrecie je ženské jméno latinského původu. Vychází ze slova lucrum, tj. zisk, bohatství. Ze stejného slova pochází taktéž přídavné jméno lukrativní. Svátek slaví dne 23. listopadu, spolu se jménem Klement.
Zřídka užívaná mužská podoba tohoto jména je Lukrecius, k roku 2016 žili v Česku dva nositelé tohoto jména. Toto jméno pochází z římského jména Lucretius.

## Domácké podoby
Mezi domácké podoby křestního jména Lukrécie patří Luky, Lukra, Lukrécka, Lukrécinka, Lukinka, Lukina apod.

## Vývoj popularity
V Česku jméno Lukrécie nikdy nebylo příliš populární, ale v matričních knihách ze 17. a 18. století se občas vyskytovalo, zpravidla ve farnostech, kde se dávala neobvyklá jména. Ani časté odkazy na Lukrécii Římskou a Lucrezii Borgiu v umění nepomohly rozšíření jména v Česku ve 20. století. Mírná obliba nastala až v 80. letech 20. století a pokračovala až do roku 2015. Nikdy se však nenarodila více než jedna dívka s tímto jménem za rok. I mapa rozšíření jména ukazuje velmi sporadické rozšíření: v každé obci s rozšířenou působností, včetně Prahy, žije maximálně jedna žena s tímto jménem. V současnosti žije v Česku 11 žen a dívek s tímto jménem.
V minulosti bylo toto jméno rozšířeno zejména mezi šlechtou. Nyní se vyskytuje v podobě Lucrezia především v Itálii. V USA se vyskytuje jméno Lucretia, ale je již považováno za zastaralé.

## Známé nositelky
- Lukrécie Římská – římská šlechtična, která byla znásilněna a posléze spáchala sebevraždu
- Lucrezia Borgia – italská šlechtična, dcera papeže Alexandra VI.

- Lucrezia Aguiari – italská sopranistka
- Lukrécie Barberini – italská šlechtična
- Lucretia Blankenburg – americká sufražetka a reformátorka
- Lucrezia Bori – španělská operní zpěvačka
- Lucrezia Elena Cevoli – italská římskokatolická řeholnice
- Lucrezia d'Alagno – italská šlechtična
- Lucrezia d'Este – italská šlechtična
- Lucretia Maria Davidson – americká básnířka
- Lucretia Edwards – americká environmentální aktivistka
- Lucrezia Galletta – italská kurtizána a bankéřka
- Lucretia Garfieldová – první dáma USA jako manželka prezidenta Jamese A. Garfielda
- Lucrécia Jardim – portugalská atletka
- Lucrecia Kasilag – filipínská hudební skladatelka
- Lucrecia Martel – argentinská režisérka
- Lucrezia Medicejská – italská šlechtična
- Lucrezia Millarini – britská žurnalistka
- Lucretia Mottová – americká kvakerka
- Lukrecie Nekšovna z Landeku – moravská šlechtična
- Lucretia Peabody Hale – americká spisovatelka
- Lucrezia Stefaniniová – italská tenistka
- Lucrezia Tornabuoniová – italská šlechtična
- Lucretia the Tumbler – šaškyně na dvoře Marie I. Stuartovny